# Alto Sangro
L'alto Sangro è una valle nonché un'area storico-geografica della provincia dell'Aquila, in Abruzzo, corrispondente all'alto bacino idrografico del fiume Sangro a partire dalle sue sorgenti, localizzate nel territorio del comune di Gioia dei Marsi (nei pressi del valico di Gioia Vecchio o Passo del Diavolo a circa 1.400 m s.l.m.) fino al confine con la provincia di Chieti. Il medio e basso corso del fiume Sangro continuano nella val di Sangro, in provincia di Chieti. Parte del territorio è compreso nel parco nazionale d'Abruzzo, Lazio e Molise. Il centro più popoloso del territorio altosangrino è Castel di Sangro.

## Geografia

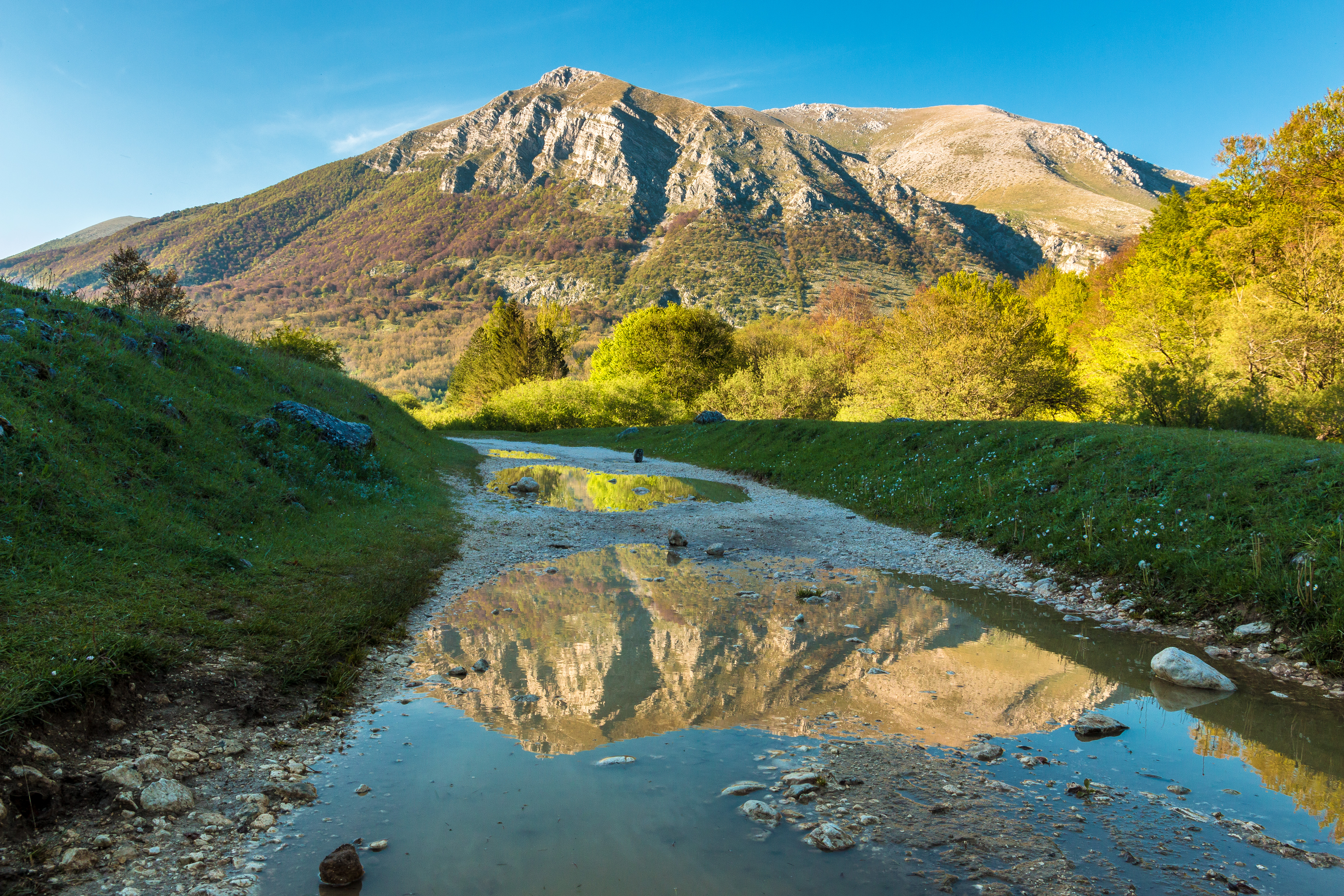
Monte Marsicano, antica linea di confine tra la Marsica e l'Alto Sangro

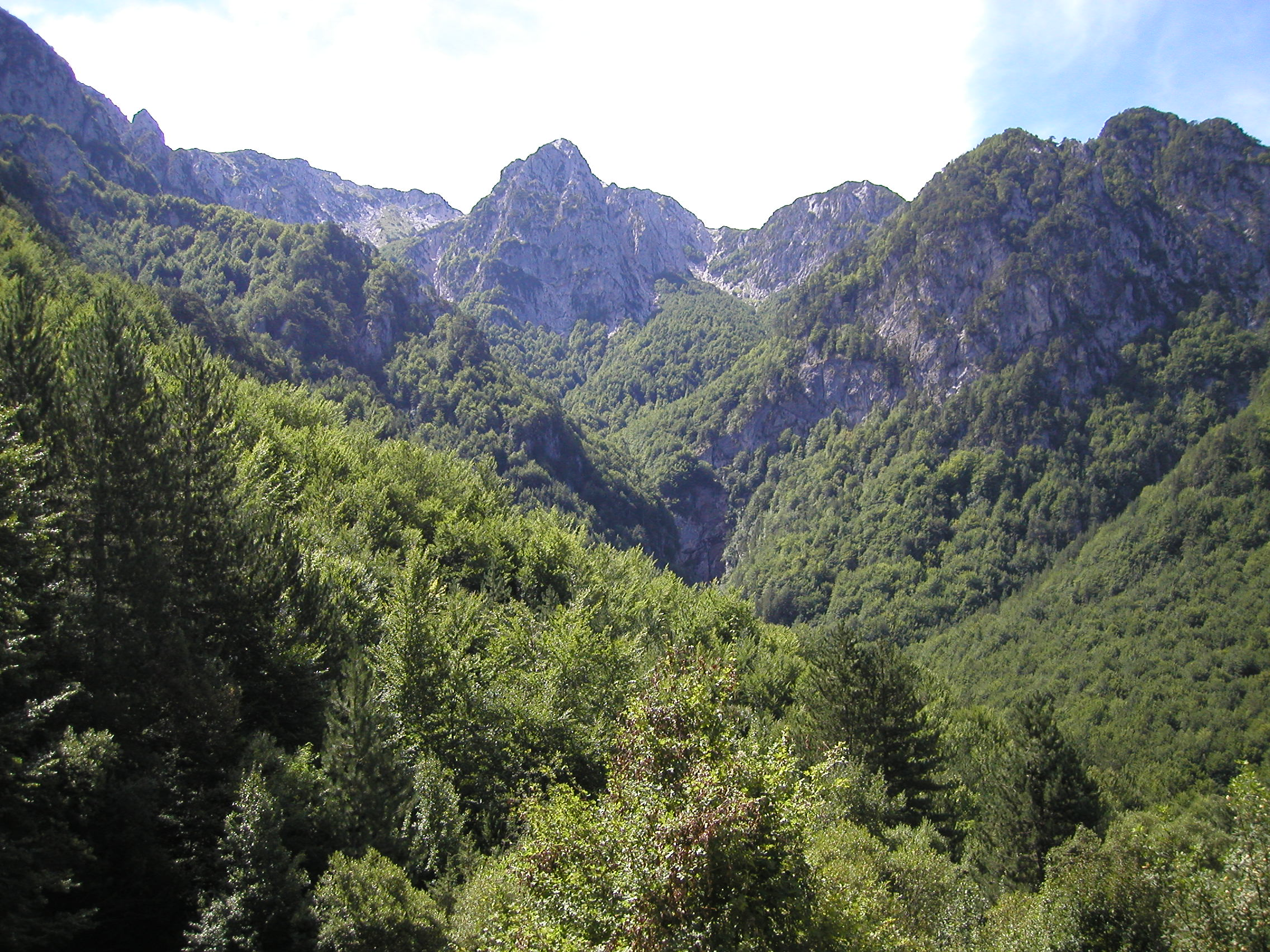
La Camosciara

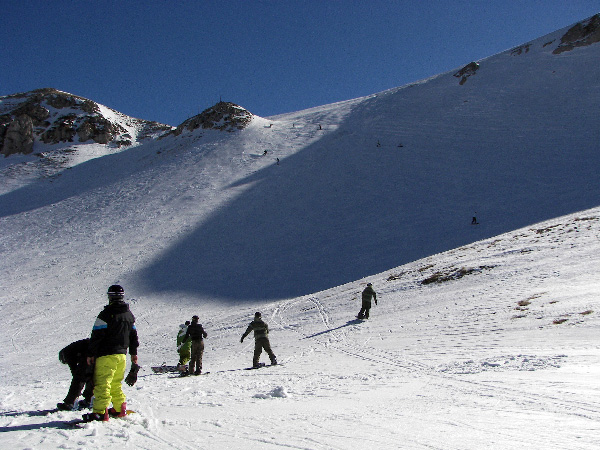
Comprensorio sciistico dell'Alto Sangro

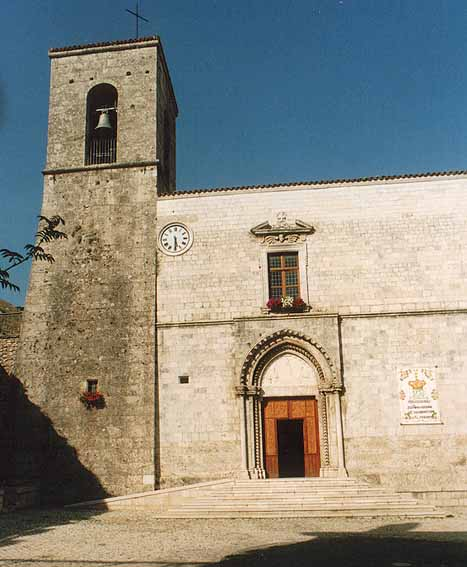
Chiesa dei Santi Pietro e Paolo (Pescasseroli)

Il territorio è tipicamente montano di bassa, media e alta montagna all'interno di valli e cime comprese tra i Monti Marsicani e a est è limitrofa alla zona degli Altipiani maggiori d'Abruzzo, confinando ad ovest con il Lazio (Valle di Comino), a sud con il Molise e a nord con il territorio della Marsica. In esso è localizzato il lago di Barrea e numerosi centri storici abitati, attraversati dalla strada statale 83 Marsicana.

## Economia
La zona ha avuto in passato e in parte anche adesso una forte vocazione alla pastorizia e allevamento ovino e bovino con produzione di derivati del latte e foraggio e all'artigianato. In tempi recenti forte è stata l'affermazione del turismo, estivo ed invernale anche di massa, in virtù della presenza del parco nazionale e del comprensorio sciistico dell'Alto Sangro.

## Infrasfrutture e trasporti
- Strada statale 83 Marsicana

## Monumenti e luoghi di interesse

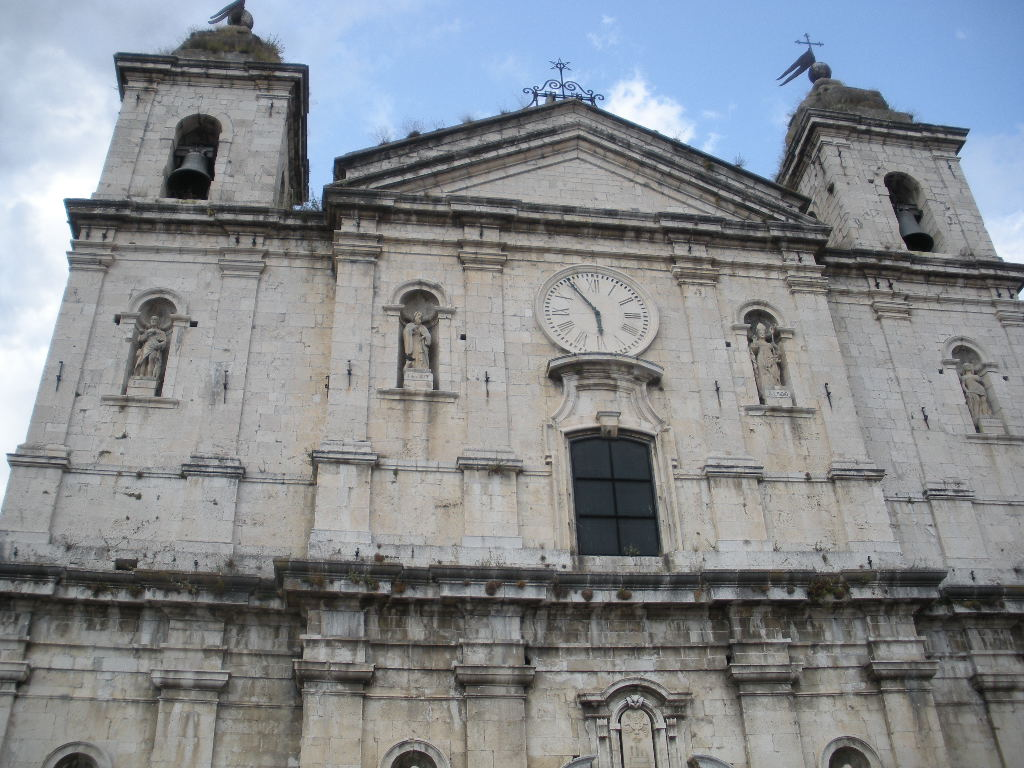
Basilica di Santa Maria Assunta (Castel di Sangro)

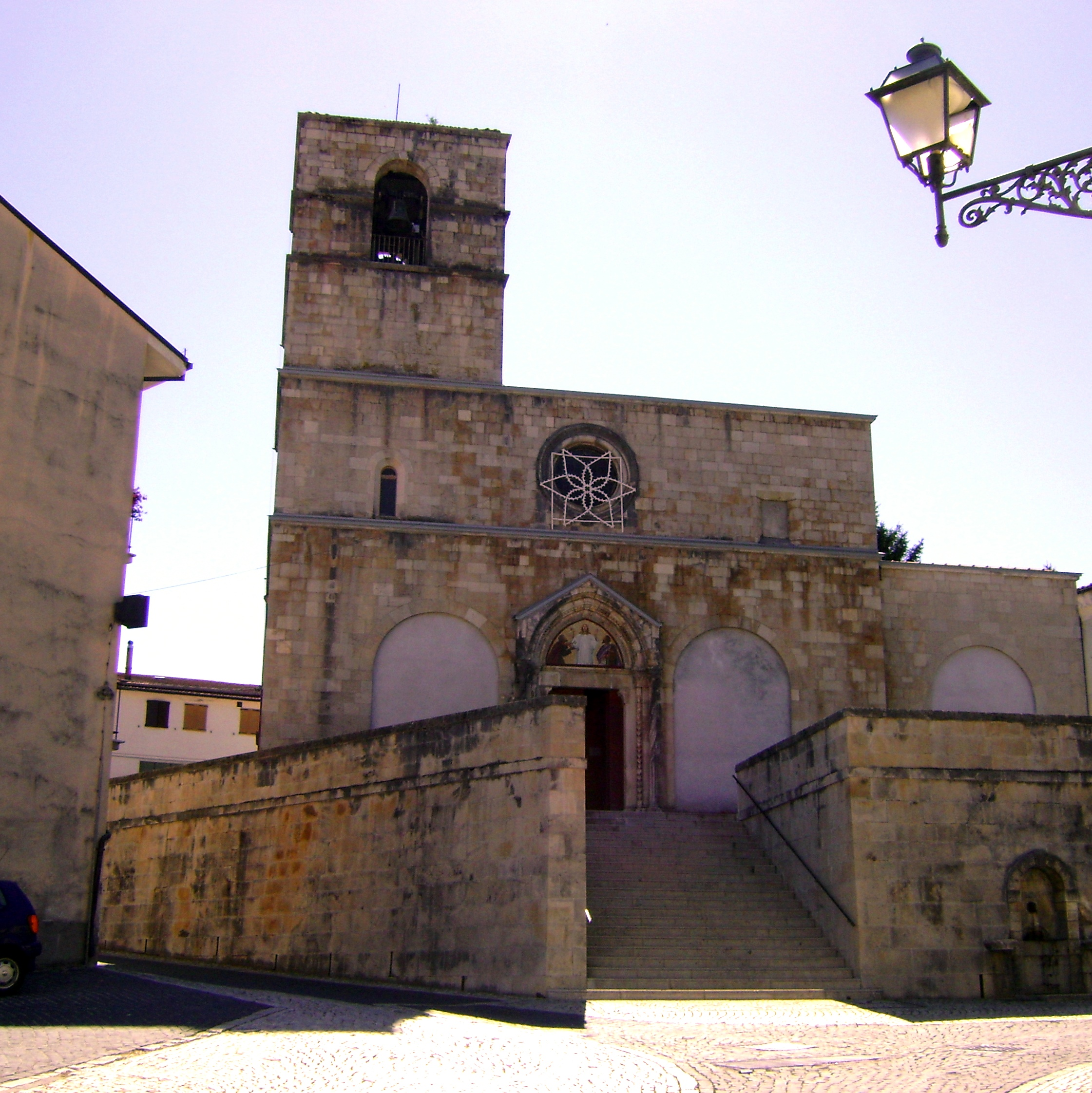
Chiesa di San Pietro e Paolo (Alfedena)

### Architetture civili
- Palazzo Sipari (Pescasseroli)
- Castel Mancino (Pescasseroli)
- Museo naturalistico del parco nazionale d'Abruzzo, Lazio e Molise (Pescasseroli)
- Casa museo di palazzo Sipari (Pescasseroli)
- Museo del camoscio (Opi)
- Mostra sulla Transumanza (Civitella Alfedena)
- Museo del lupo appenninico (Civitella Alfedena)
- Il Castello (Barrea)
- Fontana del Mammarino (Barrea)
- Fontana di Barrea (Barrea)
- porta di Alfedena (Alfedena)
- Torre civica (Alfedena)
- Palazzo Brunetti Conti Baglioni (Alfedena)
- Sito paleontologico di Scontrone (Scontrone)
- Palazzo De Petra (Castel di Sangro)
- Bioparco faunistico d'Abruzzo (Castel di Sangro)
- Rocca di Carceri (Ateleta)

### Architetture religiose
- Chiesa dei Santi Pietro e Paolo (Pescasseroli)
- Chiesa madre di Santa Maria Assunta (Opi)
- Chiesa di San Giovanni Battista (Opi)
- Chiesa di San Nicola di Bari (Civitella Alfedena)
- Chiesa di Santa Lucia (Civitella Alfedena)
- Chiesa Madonna del Carmine (Civitella Alfedena)
- Chiesa di San Tommaso Apostolo (Barrea)
- Chiesa della Madonna delle Grazie (Barrea)
- Chiesa della Congrega di Santa Maria delle Grazie (Barrea)
- Monastero di San Michele Arcangelo (Barrea)
- Chiesa dei Santi Pietro e Paolo (Alfedena)
- Chiesa di Maria Santissima Immacolata della Congrega (Alfedena)
- Chiesa di San Filippo Neri (Alfedena)
- Chiesa della Madonna del Carmine (Alfedena)
- Chiesa del Soccorso (Alfedena)
- Chiesa parrocchiale di Santa Maria Assunta (Scontrone)
- Chiesa di Sant'Antonio (Scontrone)
- Basilica di Santa Maria Assunta (Castel di Sangro)
- Chiesa di San Giovanni Battista (Castel di Sangro)
- Chiesa dei Santi Cosma e Damiano (Castel di Sangro)
- Chiesa dell'Orazione e Morte (Castel di Sangro)
- Chiesa di Maria Maddalena ed ex convento (Castel di Sangro)
- Chiesa di San Nicola di Bari (Castel di Sangro)
- Chiesa dei Santi Crispiniano e Crispino (Castel di Sangro)
- Cappella di Santa Lucia (Castel di Sangro)
- Chiesa della Madonna delle Grazie (Castel di Sangro)
- Chiesa del Sacro Cuore di Gesù (Castel di Sangro)
- Chiesa parrocchiale di San Rocco (Castel di Sangro)
- Resti dell'abbazia di Santa Maria di Cinquemiglia (Roccacinquemiglia)
- Cappella della Madonna degli Eremiti (Castel di Sangro)
- Chiesa parrocchiale di San Gioacchino (Ateleta)

## Galleria d'immagini

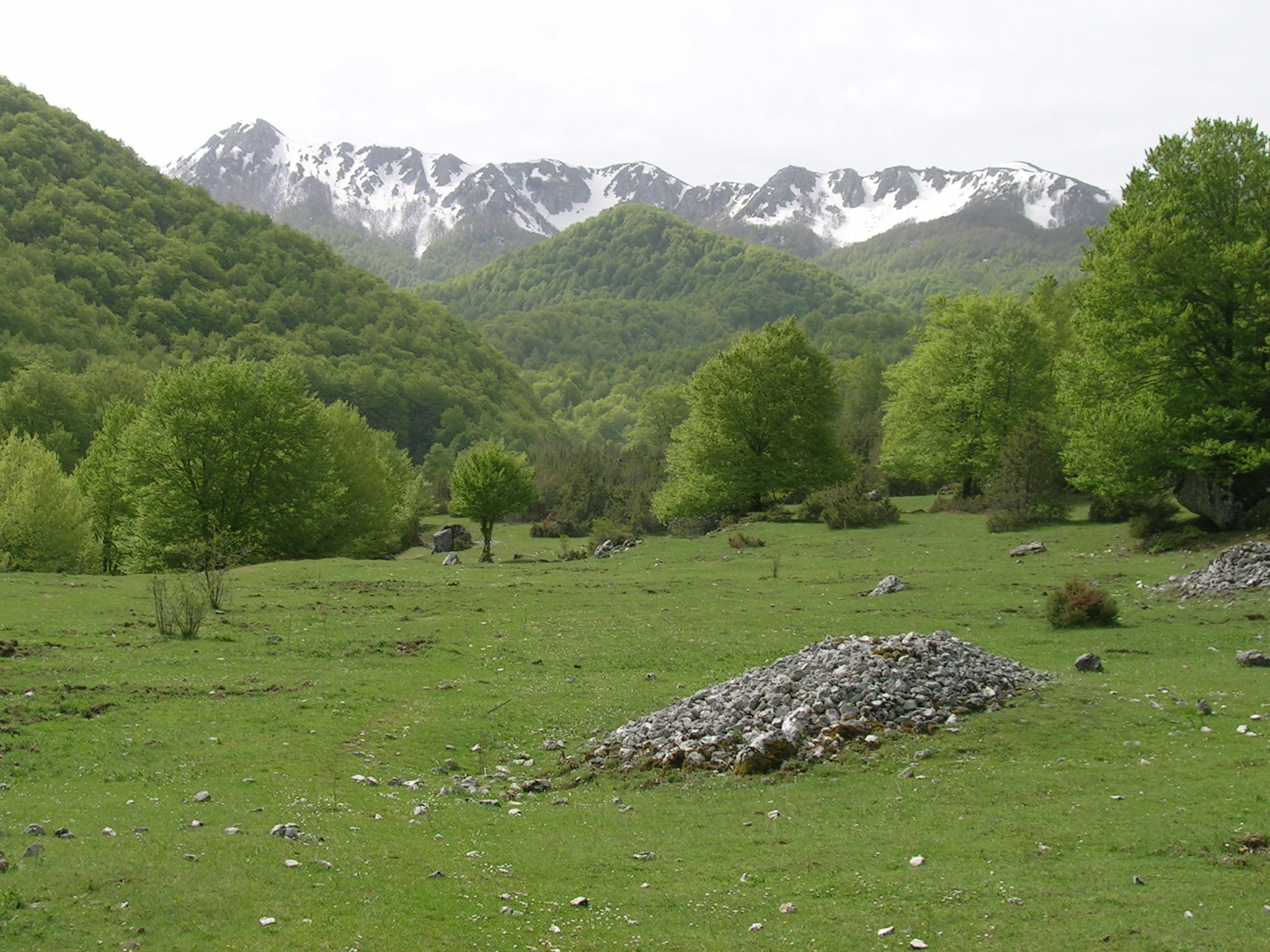
Val Fondillo
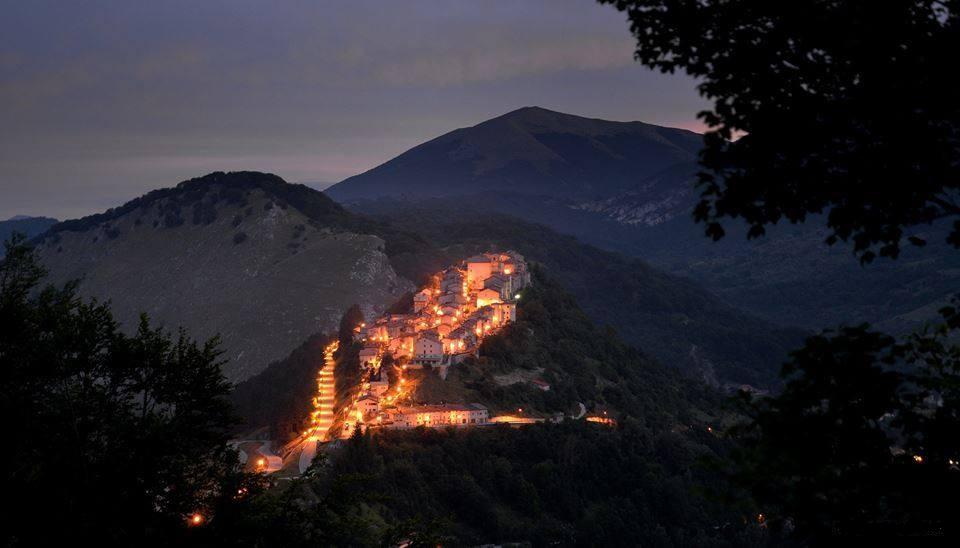
Opi
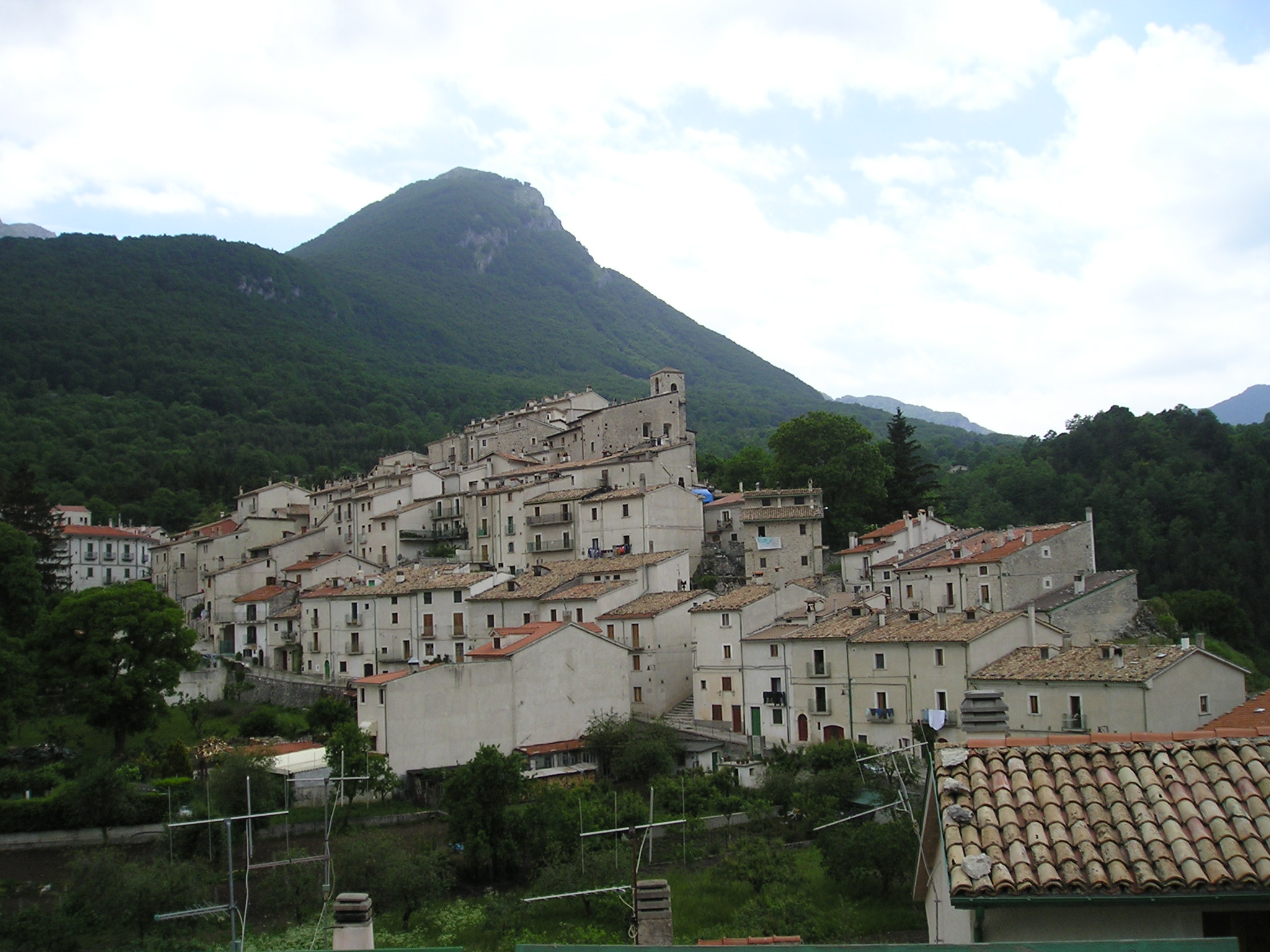
Civitella Alfedena
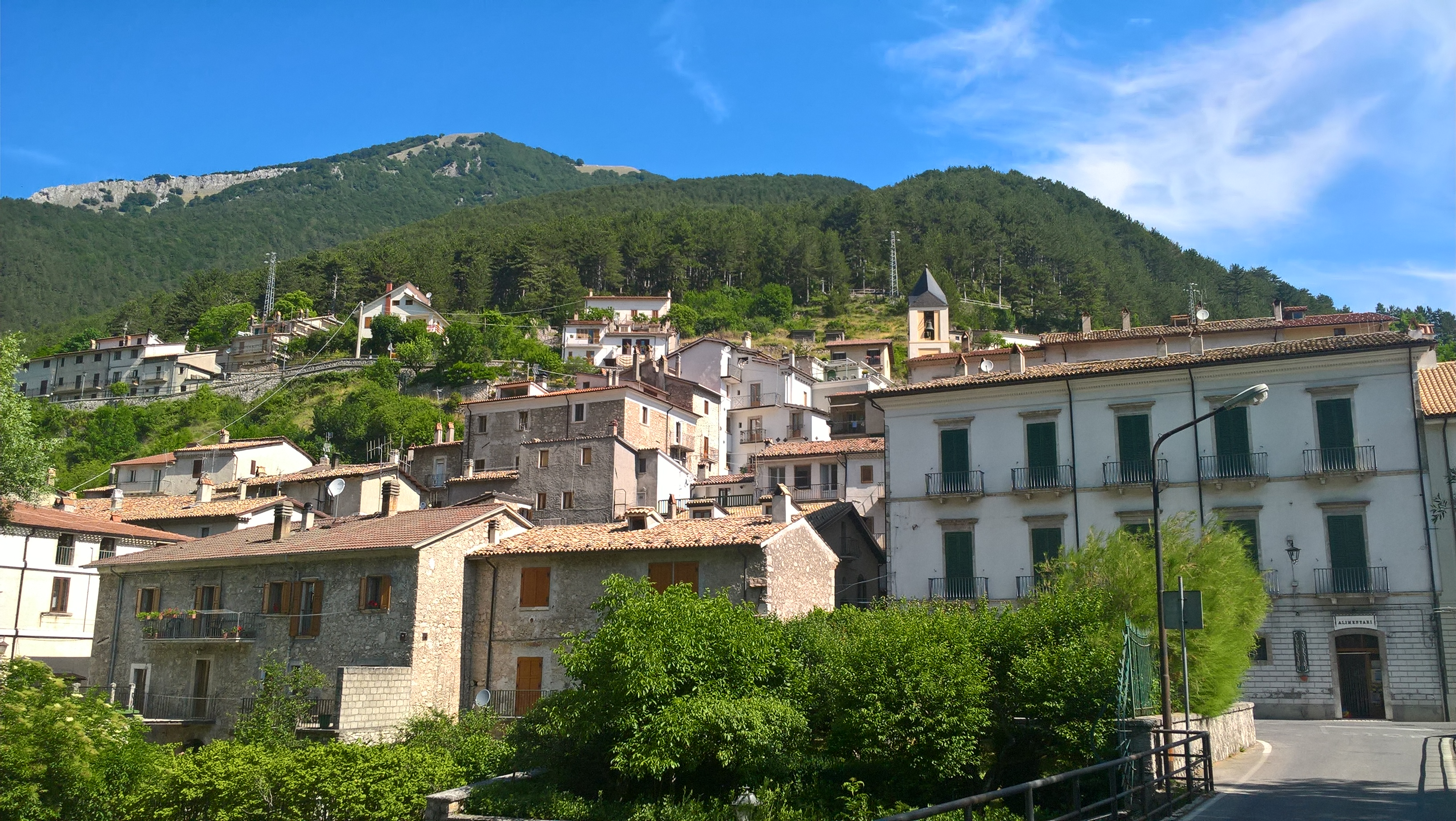
Villetta Barrea
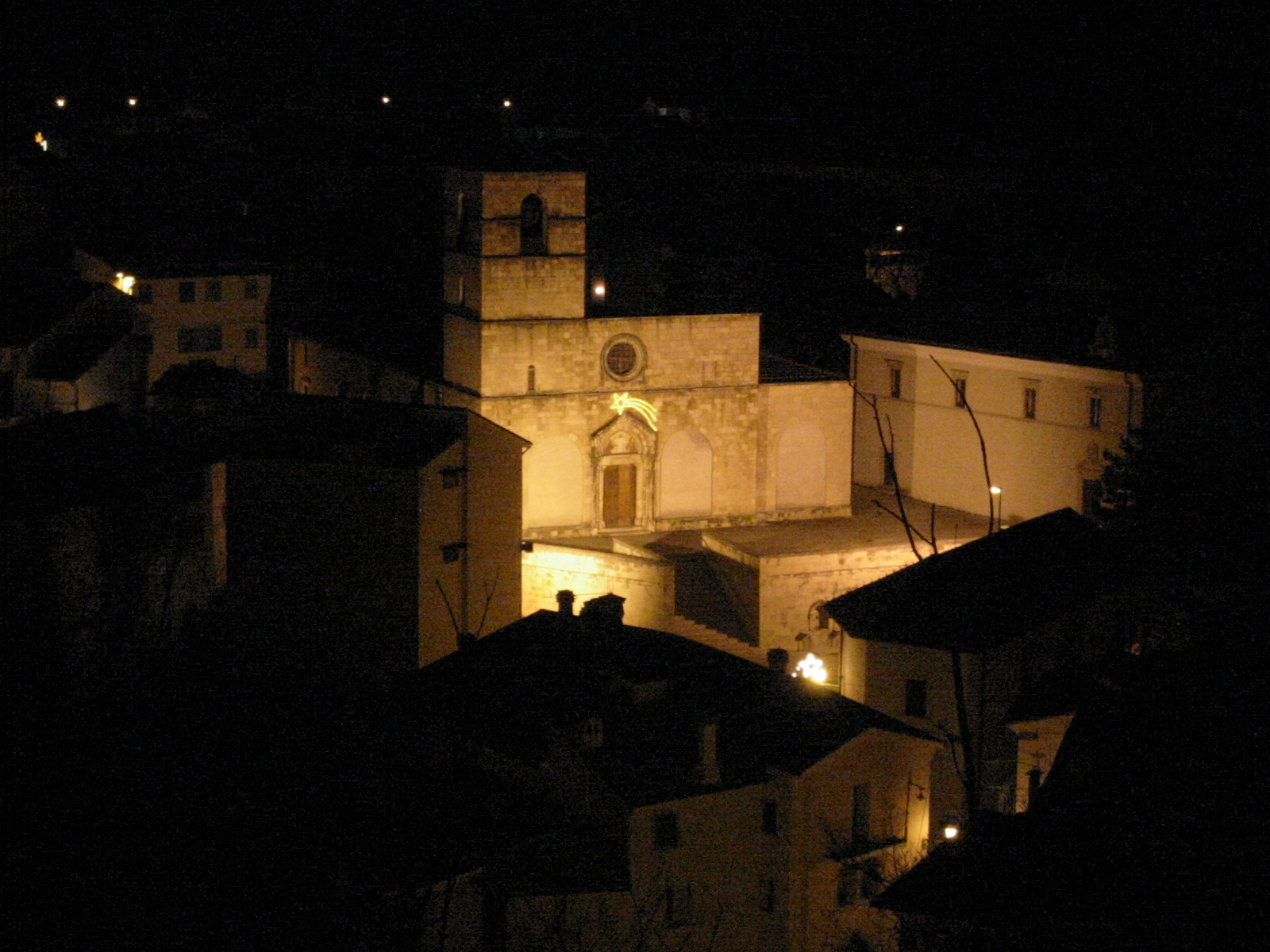
Alfedena
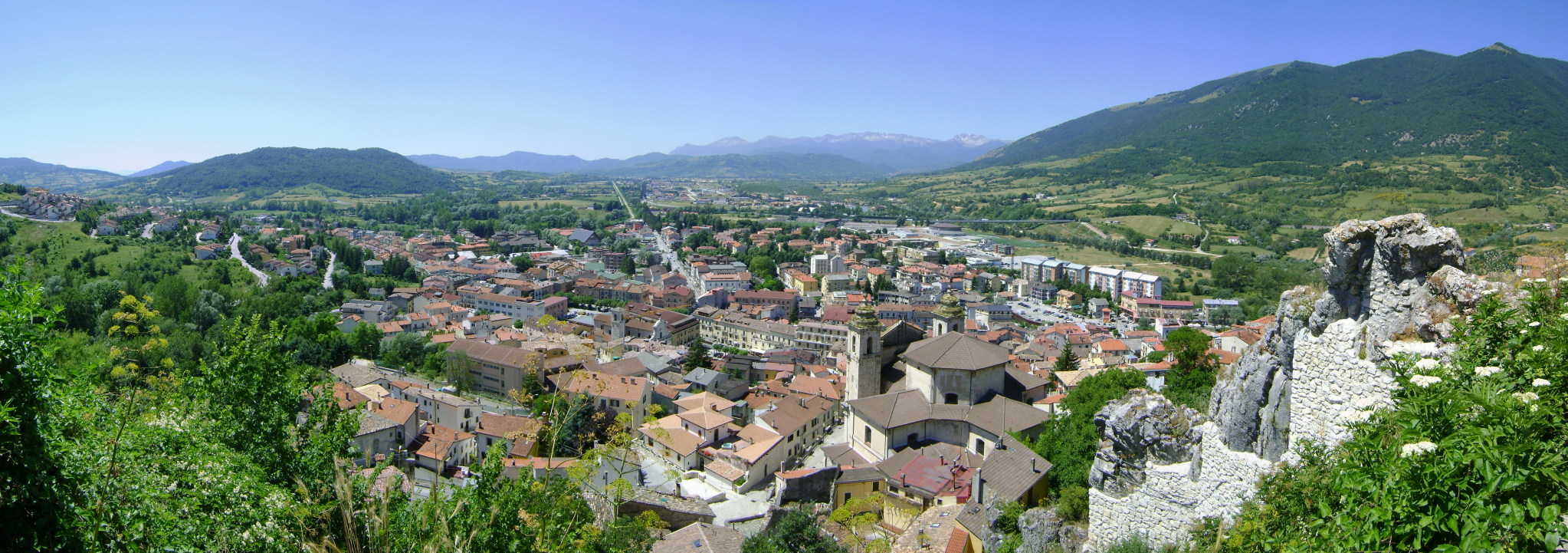
Castel di Sangro
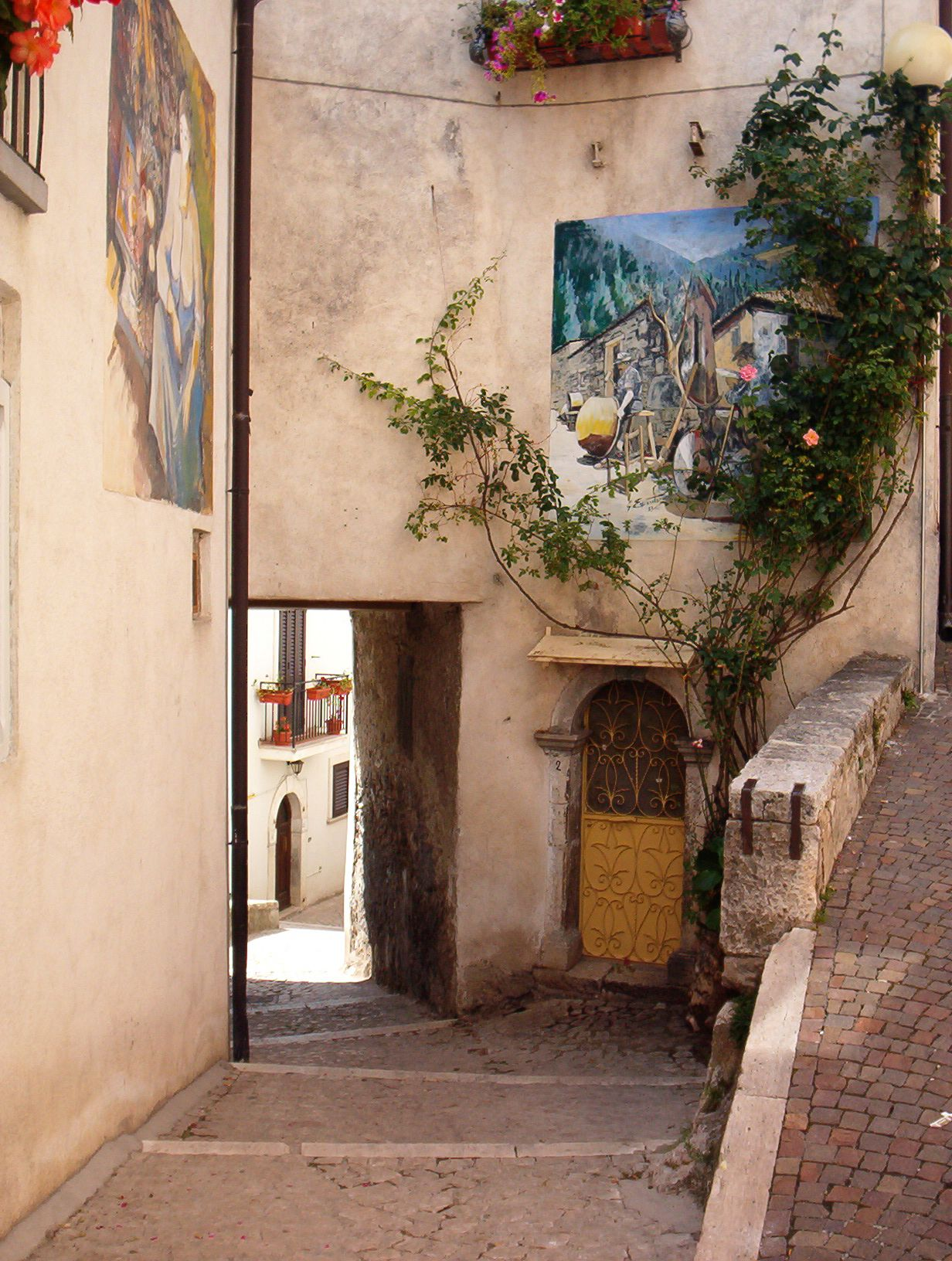
Scontrone
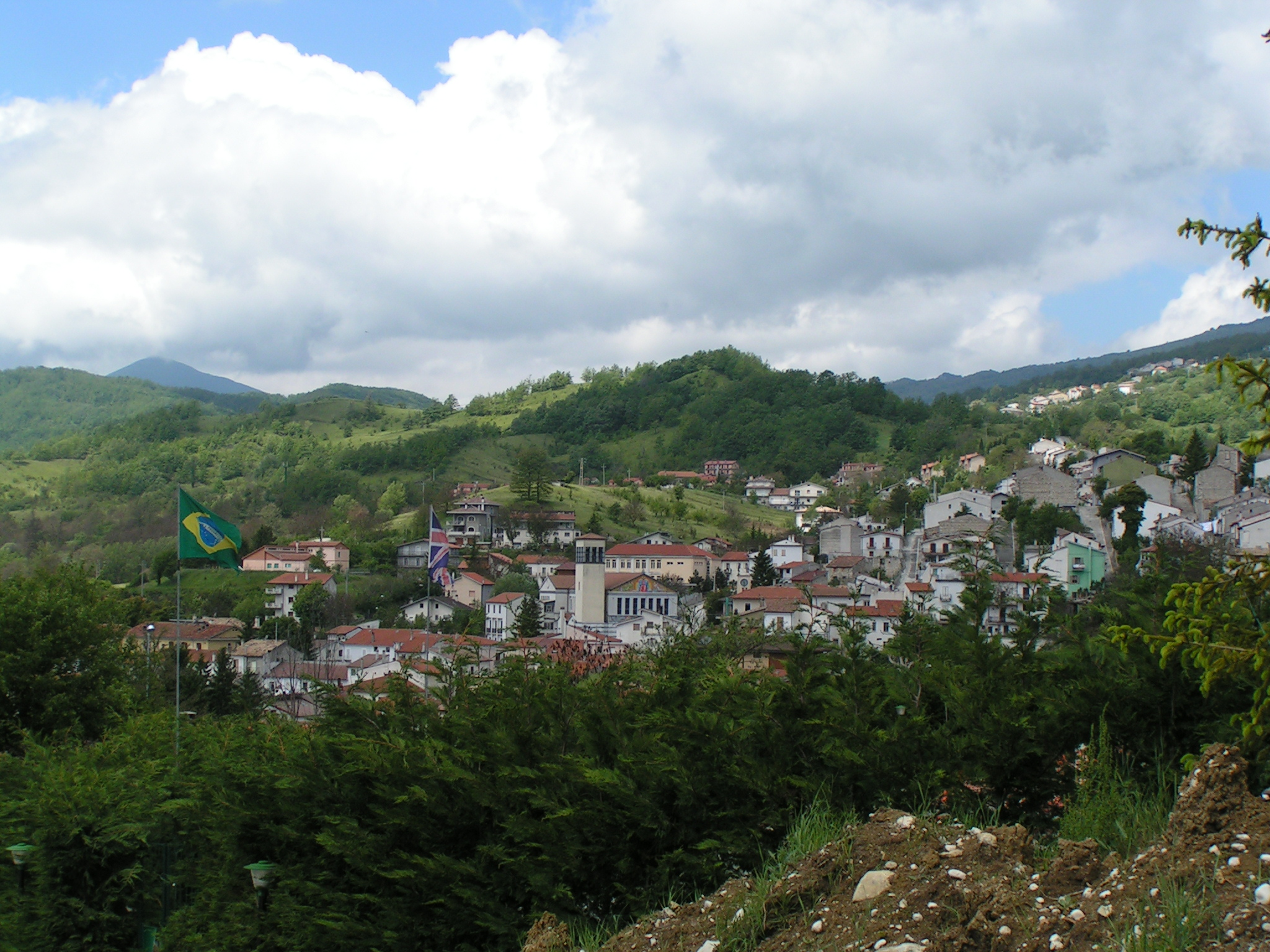
Ateleta